# Tennis aux Jeux panaméricains de 1987
Navigation
1983 1991
Les compétitions de tennis aux Jeux panaméricains de 1987 ont lieu du 13 au 23 août 1987 à Indianapolis, aux États-Unis.

## Médaillés
| Simple messieurs | Fernando Roese (BRA)                   | Middleton Parker (USA)                | Pablo Albano (ARG)                       |  |  |  |
| Simple messieurs | Fernando Roese (BRA)                   | Middleton Parker (USA)                | Luke Jensen (USA)                        |  |  |  |
| Double messieurs | États-Unis Luke Jensen Patrick McEnroe | Mexique Agustín Moreno Fernando Pérez | Costa Rica Fred Thome Kenneth Thome      |  |  |  |
| Double messieurs | États-Unis Luke Jensen Patrick McEnroe | Mexique Agustín Moreno Fernando Pérez | Guatemala Daniel Chávez Favio Sical      |  |  |  |
|                  |                                        |                                       |                                          |  |  |  |
| Simple dames     | Gisèle Miró (BRA)                      | Adriana Isaza (COL)                   | Maria Méndez (ARG)                       |  |  |  |
| Simple dames     | Gisèle Miró (BRA)                      | Adriana Isaza (COL)                   | Patricia Miller (URU)                    |  |  |  |
| Double dames     | États-Unis Sonia Hahn Ronni Reis       | Argentine María Méndez Andrea Tiezzi  | Porto Rico Marilda Juliá Emily Viqueira  |  |  |  |
| Double dames     | États-Unis Sonia Hahn Ronni Reis       | Argentine María Méndez Andrea Tiezzi  | Mexique Lucila Becerra Claudia Hernández |  |  |  |
|                  |                                        |                                       |                                          |  |  |  |
| Double mixte     | Mexique Lucila Becerra Gilberto Cicero | Argentine Andrea Tiezzi Pablo Albano  | Cuba Belkis Rodríguez Juan Pino          |  |  |  |
| Double mixte     | Mexique Lucila Becerra Gilberto Cicero | Argentine Andrea Tiezzi Pablo Albano  | Brésil Gisele Miró Fernando Roese        |  |  |  |

## Tableau des médailles
| * | Pays hôte |

| Rang  | Nation       | Or | Argent | Bronze | Total |
| ----- | ------------ | -- | ------ | ------ | ----- |
| 1     | États-Unis * | 2  | 1      | 1      | 4     |
| 2     | Brésil       | 2  | 0      | 1      | 3     |
| 3     | Mexique      | 1  | 1      | 1      | 3     |
| 3     | Argentine    | 0  | 2      | 2      | 4     |
| 5     | Colombie     | 0  | 1      | 0      | 1     |
| 6     | Costa Rica   | 0  | 0      | 1      | 1     |
| 6     | Cuba         | 0  | 0      | 1      | 1     |
| 6     | Guatemala    | 0  | 0      | 1      | 1     |
| 6     | Porto Rico   | 0  | 0      | 1      | 1     |
| 6     | Uruguay      | 0  | 0      | 1      | 1     |
| Total | Total        | 5  | 5      | 10     | 20    |